# Сундин, Матс
Матс Юхан Сундин (швед. Mats Johan Sundin; род. 13 февраля 1971, Бромма, Стокгольм) — шведский хоккеист, центральный нападающий, олимпийский чемпион и трёхкратный чемпион мира. Пятый бомбардир в истории НХЛ среди европейцев (после россиянина Александра Овечкина, чеха
Яромира Ягра и финнов Теему Селянне и Яри Курри). Завершил карьеру в 2009 году.
Первый в истории европеец, выбранный на драфте НХЛ под первым номером (1989, «Квебек Нордикс»).

## Карьера
Родился в пригороде Стокгольма. В детстве больше занимался бенди, чем хоккеем с шайбой. Летом играл в футбол и теннис.
В июне 1989 года юного шведского игрока вызвали в Миннесоту, где проходил ежегодный драфт новичков НХЛ, тогда его выбрали под 1 номером.
Дебютировал в НХЛ в сезоне 1990/91 и первый гол забил в игре против «Хартфорд Уэйлерз». Тогда он сравнял счёт в самом конце матча. Ту шайбу Сундин хранит до сих пор. Очень многих квебекских болельщиков удивило, что Матс взял 13-й номер. Как признаётся сам хоккеист, он хотел взять 19 номер, но он был занят Джо Сакиком, и тогда Матс выбрал номер 13 — день своего рождения.
В июне 1994 года Сундин был обменян на популярного в то время игрока «Торонто» Уэндела Кларка. Однако из-за локаута в НХЛ его дебют в «Торонто» состоялся лишь в январе 1995 года — в укороченном сезоне 1994/95 он набрал 47 очков в 47 матчах.
В 1997 году после ухода Дуга Гилмора в «Нью-Джерси Девилз» Сундин был назначен его преемником на посту капитана, став шестнадцатым капитаном «Торонто Мейпл Лифс» и первым европейским капитаном в истории команды. За свою карьеру Матс отыграл 13 сезонов за «Торонто». С сезона 1995/96 он проводил не менее 70 игр за клуб в регулярном чемпионате НХЛ и каждый год становился лучшим бомбардиром «Кленовых листьев» по очкам. Исключением стал сезон 2002/03, когда Александр Могильный опередил его на семь очков. За это время Сундин успел стать не только легендой команды и любимцем зрителей, но и получить звание лучшего бомбардира «Мейпл Лифс» за всю историю, лучшего голеадора и второго ассистента. В результате очередного локаута в НХЛ Матс пропустил сезон 2004/05, предпочитая не играть в Швеции, как и многие его соотечественники. Когда игры в НХЛ возобновились, Сундин в первой же игре получает удар шайбой в лицо в область глаза. Вернувшись через месяц, он за оставшиеся 70 игр набрал 78 очков. Однако, это не помогло «Торонто», клуб не попал в плей-офф и выбыл из борьбы за Кубок Стэнли. Это произошло впервые, начиная с сезона 1998/99.
14 октября 2006 года в матче против «Калгари Флэймз» Матс забил свою 500-ю шайбу в НХЛ, став первым шведом, который достиг такого результата. 27 ноября 2007 года, в игре против команды «Монреаль Канадиенс», он стал первым игроком «Торонто Мейпл Лифс», забившим 400 голов за клуб.
После окончания контракта с «Кленовыми листьями» в 2008 году Сундин взял время на раздумья относительно дальнейшей карьеры и в итоге в середине сезона 2008/09 всё-таки подписал контракт с «Ванкувер Кэнакс» сроком на один год.
Сундин вернулся в Торонто 21 февраля 2009 года, чтобы сыграть свою первую игру против своего бывшего клуба. Болельщики встретили Матса овациями, «Ванкувер» выиграл по буллитам со счётом 3:2. Сундин непосредственно приложил руку к победному буллиту.
29 августа 2009 года женился на Юсефине Юханссон. У пары есть дочь Бонни и два сына — Натанаэль и Юлиан.
30 сентября 2009 года Матс Сундин объявил об окончании своей карьеры. Одной из причин своего решения он назвал физическую усталость.
12 ноября 2012 года был включён в Зал хоккейной славы. В ноябре 2013 года был включён в Зал славы ИИХФ. В начале января 2017 года был включён в список 100 лучших хоккеистов в истории НХЛ.

## Награды и достижения
- Олимпийский чемпион (2006) в составе сборной Швеции
- Чемпион мира (1991, 1992 и 1998)
- Серебряный призёр чемпионата мира (1990, 2003)
- Бронзовый призёр чемпионата мира (1994, 2001)
- Самый ценный игрок чемпионата мира (2003)
- Лучший нападающий чемпионата мира (1992, 2003)
- Чемпион Европы 1990
- Серебряный призер чемпионата Европы 1991
- Чемпион Швеции (1990)
- Викинг Эворд — лучший шведский игрок в НХЛ (1993, 1994, 1997, 2002)
- Включён во вторую символическую сборную звёзд НХЛ (2002, 2004)
- Участник матчей всех звёзд НХЛ (8 раз)
- Приз Марка Мессье (2008)
- Член зала хоккейной славы (с 2012 г.)
- Член зала славы ИИХФ (с 2013 г.)

## Статистика
| Легенда | Легенда                    | Легенда | Легенда                   | Легенда | Легенда    |
| ------- | -------------------------- | ------- | ------------------------- | ------- | ---------- |
| И       | Количество проведённых игр | Штр     | Штрафное время            | +/−     | Плюс-минус |
| Г       | Голы                       | П       | Голевые передачи          | О       | Очки       |
| -       | Статистика неизвестна      | —       | Статистика не учитывалась |         |            |